# Peribatodes occidentaria
Peribatodes occidentaria är en fjärilsart som beskrevs av Barend J. Lempke 1952. Peribatodes occidentaria ingår i släktet Peribatodes och familjen mätare. Inga underarter finns listade i Catalogue of Life.